# Pigramente signora (album)
Pigramente signora è il 17° album in studio di Patty Pravo del 1988.

## Descrizione
L'album, oltre al brano omonimo presentato al Festival di Sanremo 1987 (che poi si rivelò essere una cover non autorizzata di To the Morning di Dan Fogelberg), ai due inediti presenti sul singolo Contatto/So Fine So Nice e alla canzone Day by Day già pubblicata su 45 giri nel 1985, contiene cover di famose canzoni presentate dall'artista nel corso della trasmissione Premiatissima '84, su Canale 5.
Il vinile è stato pubblicato anche nella versione rosa (pink edition), in edizione limitata. La foto di copertina è di Fiorenzo Niccoli. Il 13 maggio 2022 è stato ripubblicato su CD dalla Warner Music Italy.

## Tracce
Lato A
1. Pigramente signora (To the Morning) - 4:04 (F. Evangelisti - D. Fogelberg)
2. Il terzo uomo - 4:23 (A. Karas)
3. Mille lire al mese - 4:28 (A. Sopranzi, C. Innocenzi - S. Pearlswig)
4. La danza di Zorba - 4:27 (G. Calabrese, G. Gramitto Ricci - M. Theodorakis)
5. Day by Day - 3:20 (F. Migliacci - B. Zambrini, C. De Natale)

Lato B
1. Contatto - 3:36  (F. Evangelisti - G. Cancelliere)
2. Che m'e 'mparato a fa - 3:10 (D. Verde - A. Trovaioli)
3. Il negro Zumbon - 3:35 (F. Giordano - R. Vatro)
4. Come le rose - 3:35 (A. Genise - G. Lama)
5. So fine so nice - 3:35 (F. Evangelisti - G. Cancelliere, N. Strambelli)